# Cosimo Fusco
Cosimo Massimo Fusco (Matera, 23 de septiembre de 1962) es un actor italiano.

## Biografía
Originario de Matera, en Basilicata, Fusco ha estudiado entre Los Ángeles, Roma (donde reside) y París. Ha trabajado en series televisivas y películas italianas, alemanas y estadounidenses. Su más reciente interpretación cinematográfica ha sido en Ángeles y demonios, adaptación de la homónima novela de Dan Brown.
También ha participado en la serie 30 monedas, de Álex de la Iglesia.

## Cine
- Domino, de Ivana Massetti (1988)
- Rossini! Rossini!, de Mario Monicelli (1991)
- The Eighteenth Angel, de William Bindley (1997)
- Terra quemada, de Fabio Segatori (1999)
- Fuera en 60 segundos (Gone en Sixty Seconds), de Dominic Sena (2000)
- El jugador, de Dario Argento (2004)
- La tercera estrella, de Alberto Ferrari (2005)
- La puerta de las 7 estrellas, de Pasquale Pozzessere (2005)
- Harb Atalia, de Ahmed Saleh (2005)
- Amor y libertad - Masaniello, de Ángel Antonucci (2006)
- Mineurs, de Fulvio Wetzl (2007)
- Ángeles y demonios (Angels & Demons), de Ron Howard (2009)
- Butterfly Zonas - El sentido de la mariposa, de Luciano Capponi (2009)
- Berberian Sound Estudio, de Peter Strickland (2012)
- Dickens - El hombre que inventó la Navidad (The Man Who Invented Christmas), de Bharat Nalluri (2017)
- Lucania, de Gigi Roccati (2018)
- The Tracker, de Giorgio Serafini (2019)
- No odiar, de Mauro Mancini (2020)

## Televisión
- 30 monedas, de Álex de la Iglesia, interpreta al diablo (2020-2023)
- Águilas, de Antonio Bido y Nini Salerno - películas TV (1989)
- La Aquiles Lauro - Travesía en el terror (Voyage of Terror: The Aquiles Lauro Affair), de Alberto Negrin (1990)
- El juez instructor - serie TV, 1 episodio (1990)
- La piovra 5 - El corazón de la cuestión, de Luigi Perelli - miniserie TV (1990)
- Friends - serie TV, episodios 1x07, 1x11, 1x12, 2x01 (1994-1995)[3]
- Hotel Alexandria - miniserie TV (1999)
- Una mujer por amigo 3 - serie TV (2001)
- Don Matteo - serie TV, episodio La Confesión (2001)
- Alias - serie TV, episodio 1x09 (2001)
- Valeria médico legal - serie TV, episodio Buen Cumpleaños Valeria (2002)
- Utta Danella - serie TV, episodio Eine Liebe en Venedig (2005)
- Lucia, de Pasquale Pozzessere - película TV (2005)
- San Pietro, de Giulio Base - miniserie TV (2005)
- La provincial, de Pasquale Pozzessere - miniserie TV (2006)
- Roma - serie TV, 4 episodios (2007)
- Yo y mamá - miniserie TV (2007)
- Me he casado con un poli - serie TV, 1 episodio (2008)
- Coco Chanel, de Christian Duguay - miniserie TV (2008)
- El bien y el mal - serie TV, 11 episodios (2009)
- Moana, de Alfredo Peyretti - miniserie TV (2009)
- El halcón y la paloma - miniserie TV (2009)
- San Agostino, de Christian Duguay - miniserie TV (2010)
- Boris - serie TV, 1 episodio (2010)
- Salto vital, de Bernd Fischerauer - película TV (2011)
- The Mentalist (1 episodio, 2012)
- The Vatican, de Ridley Scott - película TV (2013)
- 1993, de Giuseppe Gagliardi, episodio 2x02 (2017)